# From South Africa to South Carolina
From South Africa to South Carolina è un album dell'artista statunitense Gil Scott-Heron e del tastierista Brian Jackson, pubblicato nel 1975.
| Recensione       | Giudizio   |
| ---------------- | ---------- |
| AllMusic         | [ 1 ]      |
| Robert Christgau | B+         |
| Houston Press    | favorevole |
| Rolling Stone    | misto      |

## Tracce
Lato 1
1. Johannesburg – 4:52
2. A Toast to the People – 5:47
3. The Summer of '42 – 4:42
4. Beginnings (The First Minutes of a New Day) – 6:23

Lato 2
1. South Carolina – 3:45
2. Essex – 9:17
3. Fell Together – 4:30
4. A Lovely Day – 3:29

## Classifiche
| Classifica (1975)         | Posizione massima |
| ------------------------- | ----------------- |
| Stati Uniti               | 103               |
| US Top R&B/Hip-Hop Albums | 28                |